# Unterseeboot 644
L'Unterseeboot 644 ou U-644 est un sous-marin allemand (U-Boot) de type VIIC utilisé par la Kriegsmarine pendant la Seconde Guerre mondiale.
Le sous-marin fut commandé le 20 janvier 1941 à Hambourg (Blohm & Voss), sa quille fut posée le 1er décembre 1941, il fut lancé le 20 août 1942 et mis en service le 15 octobre 1942, sous le commandement de l'Oberleutnant zur See Kurt Jensen.
L'U-644 n'endommagea ou ne coula aucun navire au cours de l'unique patrouille (25 jours en mer) qu'il effectua.
Il fut coulé par un sous-marin britannique en mer de Norvège en avril 1943.

## Conception
Unterseeboot type VII, l'U-644 avait un déplacement de 769 tonnes en surface et 871 tonnes en plongée. Il avait une longueur totale de 67,10 m, un maître-bau de 6,20 m, une hauteur de 9,60 m et un tirant d'eau de 4,74 m. Le sous-marin était propulsé par deux hélices de 1,23 m, deux moteurs diesel Germaniawerft M6V 40/46 de 6 cylindres en ligne de 1 400 cv à 470 tr/min, produisant un total de 2 060 à 2 350 kW en surface et de deux moteurs électriques BBC GG UB 720/8 de 375 cv à 295 tr/min, produisant un total 550 kW, en plongée. Le sous-marin avait une vitesse en surface de 17,7 nœuds (32,8 km/h) et une vitesse de 7,6 nœuds (14,1 km/h) en plongée. Immergé, il avait un rayon d'action de 80 milles marins (150 km) à 4 nœuds (7,4 km/h; 4,6 milles par heure) et pouvait atteindre une profondeur de 230 m. En surface son rayon d'action était de 8 500 milles nautiques (soit 15 700 km) à 10 nœuds (19 km/h).
L'U-644 était équipé de cinq tubes lance-torpilles de 53,3 cm (quatre montés à l'avant et un à l'arrière) qui contenait quatorze torpilles. Il était équipé d'un canon de 8,8 cm SK C/35 (220 coups) et d'un canon antiaérien de 20 mm Flak. Il pouvait transporter 26 mines TMA ou 39 mines TMB. Son équipage comprenait 4 officiers et 40 à 56 sous-mariniers.

## Historique
Il effectue son temps d'entraînement à la 5. Unterseebootsflottille jusqu'au 31 mars 1943 puis intègre son affectation de combat dans la 11. Unterseebootsflottille.
Sa première patrouille est précédée d'un court trajet de Kiel à Bergen. Elle commence le 13 mars 1943 au départ de Bergen, pour la mer de Norvège.
En avril 1943, l'U-644 patrouille entre les îles Shetland et l'île Jan Mayen. Les services de renseignement britanniques transmettent la position de l'U-Boot à l'HMS Tuna, qui traque alors le sous-marin allemand. Le 7 avril, au sud-ouest de l'île Jan Mayen, le sous-marin britannique détecte l'U-644 et tire cinq torpilles à seulement cinq cents mètres de distance. Deux des torpilles touchent l'U-644 qui coule immédiatement à la position 69° 38′ N, 5° 40′ O.
Les quarante-cinq membres d'équipage meurent dans cette attaque.

## Affectations
- 5. Unterseebootsflottille du 15 octobre 1942 au 31 mars 1943 (Période de formation).
- 11. Unterseebootsflottille du 1er avril 1943 au 7 avril 1943 (Unité combattante).

## Commandement
- Oberleutnant zur See Kurt Jensen du 15 octobre 1942 au 7 avril 1943.

## Patrouille
|       | Commandant        | Départ       | Départ | Arrivée      | Arrivée | Jours    | Succès |
| ----- | ----------------- | ------------ | ------ | ------------ | ------- | -------- | ------ |
|       | Oblt. Kurt Jensen | 13 mars 1943 | Kiel   | 16 mars 1943 | Bergen  | 4 jours  |        |
| 1     | Oblt. Kurt Jensen | 18 mars 1943 | Bergen | 7 avril 1943 | Coulé   | 21 jours |        |
| Total | Total             | Total        | Total  | Total        | Total   | 25 jours | 0 t    |

Notes : Oblt. = Oberleutnant zur See